# Jardin du Modeste administrateur
Le jardin du Modeste administrateur  (en chinois simplifié : 拙政园 ; chinois traditionnel : 拙政園 ; pinyin : Zhuōzhèng Yuán) ou le jardin de la Politique des simples est un jardin chinois situé à Suzhou, en Chine.
Avec 51 950 m2, il est le plus grand des « jardins classiques de Suzhou », site du patrimoine mondial.

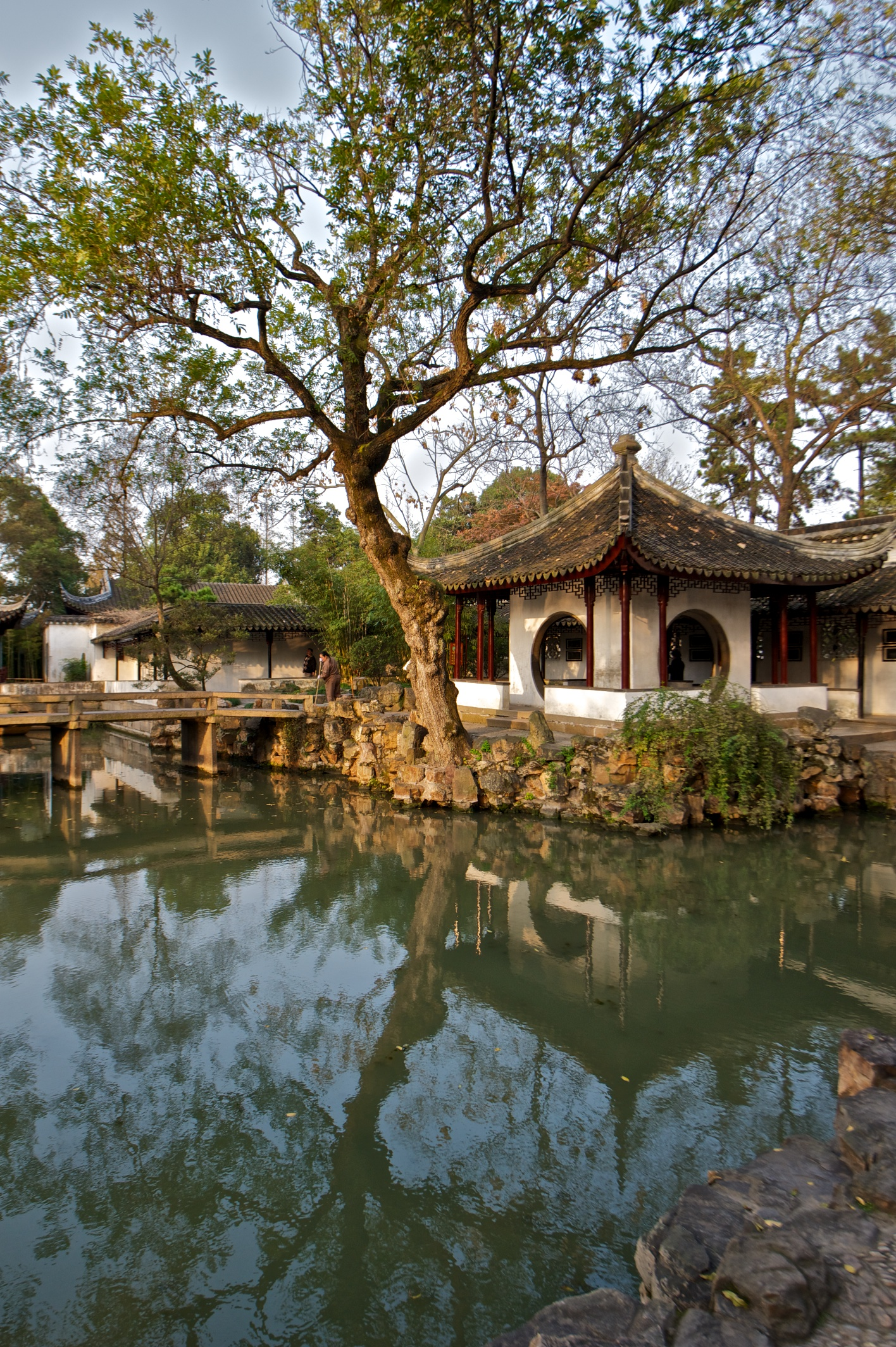
Jardin du Modeste administrateur.

## Wen Zhengming
Le peintre Wen Zhengming y possédait un studio. En 1535, il y réalise un album de trente-et-une vues du jardin, chacune accompagnée d'un poème et d'une description. En 1551, il compose un second album de huit vues.

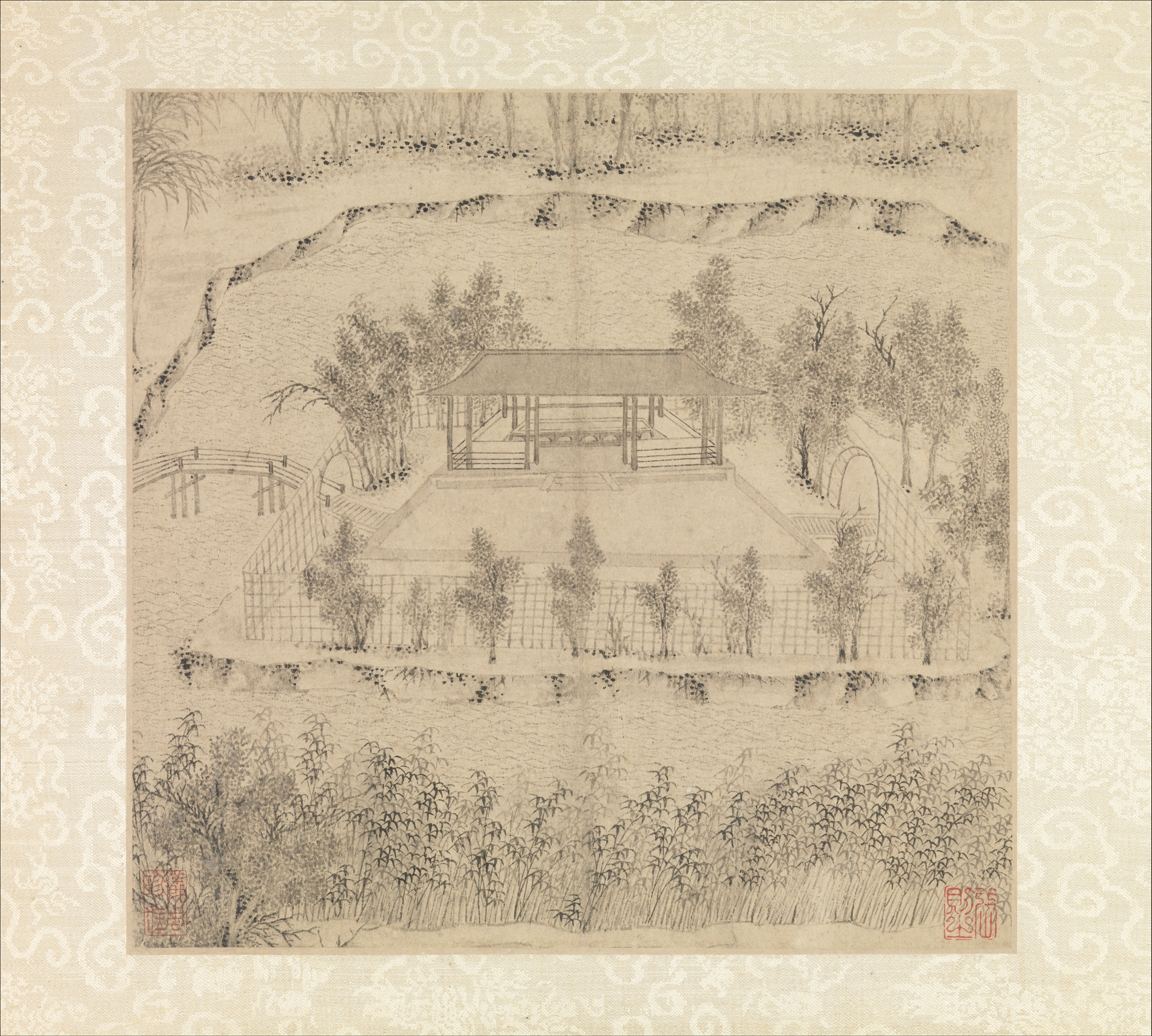
Wen Zhengmin, feuille de l'album du jardin du Modeste administrateur (1551), Le Pavillon des senteurs lointaines (Yuanxiang tang).
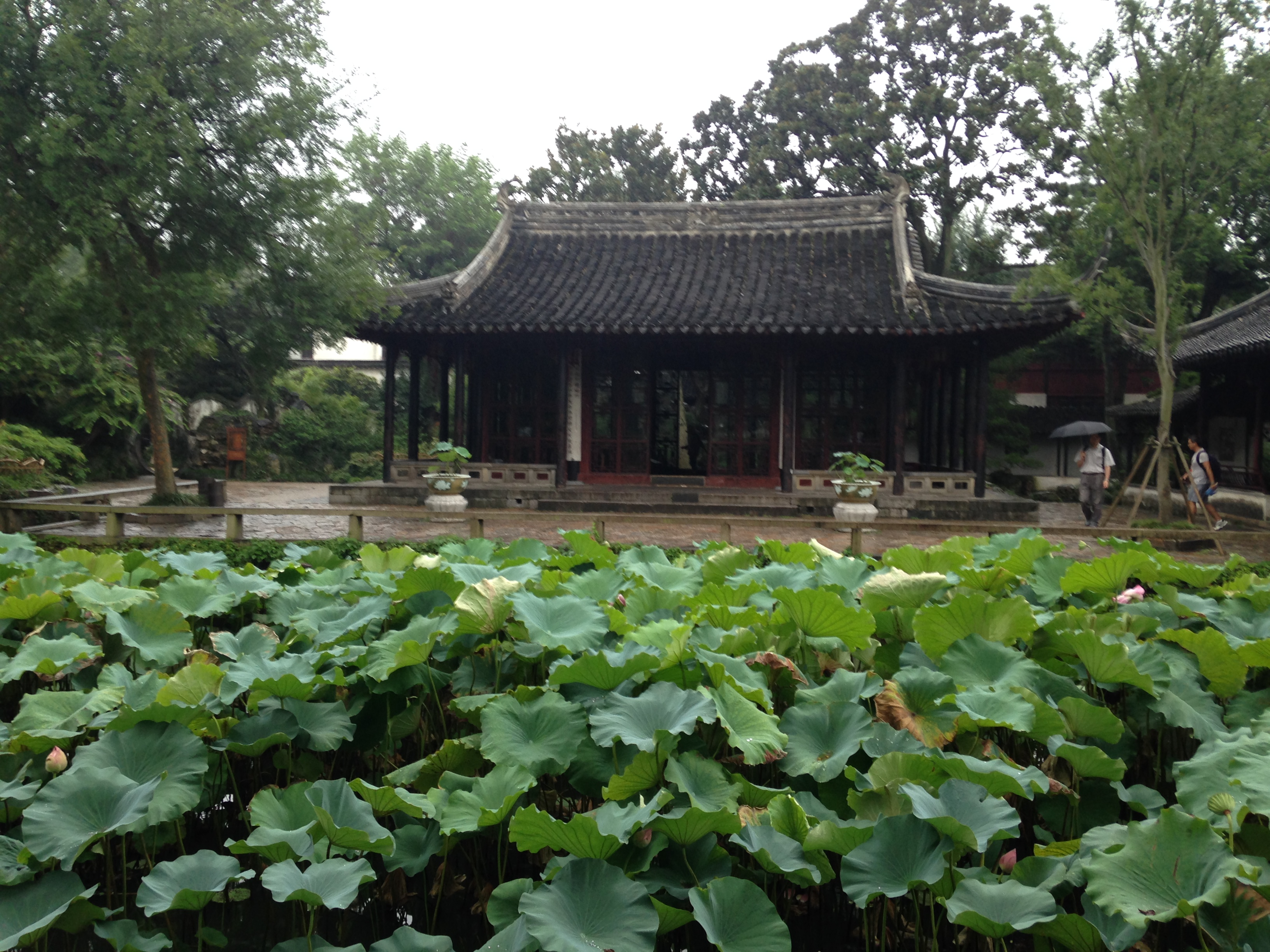
Vue actuelle du même pavillon.